# Marigold
Marigold è un film del 2007 diretto da Willard Carroll.